# Rette Mich
Rette Mich è un singolo del 2006 della band tedesca Tokio Hotel, il terzo estratto dall'album d'esordio in lingua tedesca Schrei. 
La canzone riscosse grande successo in Germania, Austria e Svizzera, tanto da arrivare alla vetta della German Singles Chart proprio come il primo singolo Durch Den Monsun. Tuttavia, il singolo non venne mai pubblicato nel resto d'Europa.

## Video musicale
Nel video la band suona in una stanza abbandonata e buia. I muri sono scrostati e dall'unica finestra si intravede qualche luce, troppo fioca per rischiarare la stanza. Altre scene riprendono il frontman Bill Kaulitz cantare da solo in una stanza simile, mentre dove suona il resto della band le pareti della camera si fanno sempre più strette attorno ai membri.

## Tracce
CD singolo
- Rette mich (versione video)
- Rette mich (versione acustica)

CD maxi singolo
- Rette mich (versione video)
- Rette mich (versione acustica)
- Thema Nr. 1 (demo 2003)
- Rette mich (video)
- Durch den Monsun (video live)

## Classifiche

### Classifiche settimanali
| Classifica (2006) | Posizione massima |
| ----------------- | ----------------- |
| Austria           | 1                 |
| Germania          | 1                 |
| Svizzera          | 6                 |

### Classifiche di fine anno
| Classifica (2006) | Posizione |
| ----------------- | --------- |
| Austria           | 33        |
| Germania          | 48        |